# Xan
Xan je vrsta votke koja se proizvodi u Azerbajdžanu u destileriji Goygol Wine Plant u gradu Goygol, koja je osnovana davne 1860. godine. Danas destilerija proizvodi cijeli niz napitaka pod imenom Xan. Xan votka se dobiva trostrukom destilacijom pšenice, nakon čega se tekućina tri puta filtrira da bi se dobio prepoznatljiv okus Xan votke. 
Xan votka se proizvodi u više inačica:
- Premium
- Lux
- VIP
- Export